# Meles Zenawi
John Evans Atta Mills (n. 8 mai 1955, Adwa, d. 20 august 2012, Accra) a fost președinte și prim-ministru al statului Etiopia.